# Palácio São Francisco

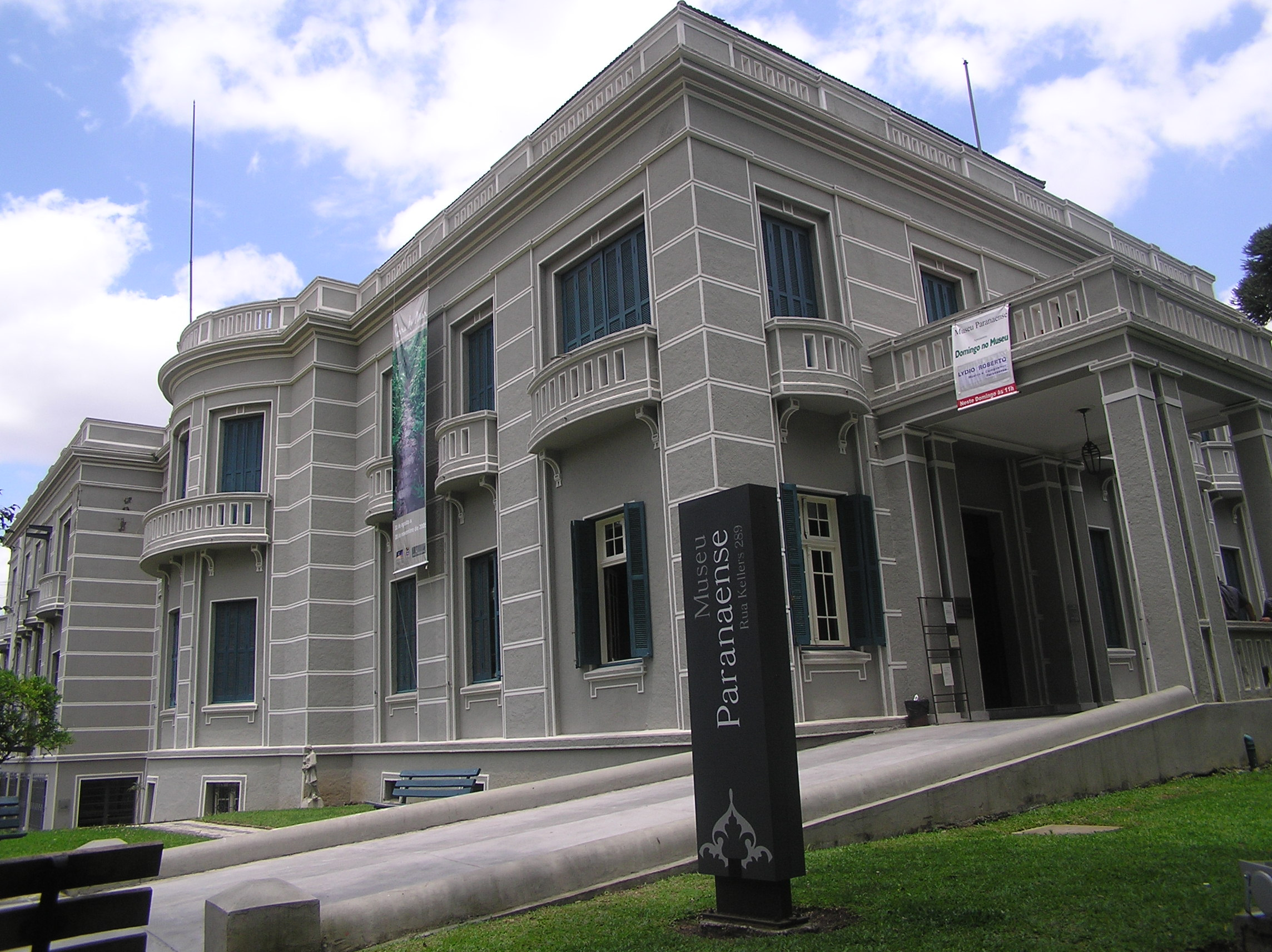
Palácio São Francisco

O Palácio São Francisco é um prédio histórico localizado na cidade de Curitiba, capital do estado brasileiro do Paraná.
Tombado pelo Patrimônio Cultural do estado do Paraná em 1987, é a sede do Museu Paranaense desde 19 de dezembro de 2002.

## História
A edificação foi erguida como residência de Júlio Garmatter, então próspero empresário do ramo frigorífico, que em meados da década de 1920, em viagem a Alemanha, se encantou por uma mansão situada na cidade de Wiesbaden.
Após adquirir a planta da mansão de Wiesbaden e comprar um terreno no Alto São Francisco (no bairro São Francisco), local muito valorizado na Curitiba do início do século XX, iniciou a construção de sua residência em 1928, entregando a responsabilidade técnica para o engenheiro Eduardo Fernando Chaves.
Concluída em 1929, o então Palacete Garmatter foi ocupado por Júlio e sua família até 1938, data que o edifício foi adquirido pelo governo do Estado do Paraná para ser transformado no Palácio São Francisco, sede do governo estadual
.
Foi sede do governo até 1953, ano em que foram inaugurados o Centro Cívico e o Palácio Iguaçu, e após esta data, foi transformado em sede do Tribunal Regional Eleitoral e na década de 1980, transformou-se no almoxarifado do Museu de Arte do Paraná.
Em 2002 o prédio sofreu uma grande reforma e restauração para ser transformada na sétima sede do Museu Paranaense.

## Ambientes e arquitetura
Réplica de uma mansão alemã da cidade de Wiesbaden, o Palácio São Francisco (antigo Palacete Garmatter) possui mais de trinta cômodos espalhados em seus dois pavimentos, subsolo e sótão. Como particularidade desta residência, foi uma das primeiras de Curitiba em que a garagem dava acesso direto à entrada da moradia, além de ter sido utilizado o concreto armado em sua estrutura, já que esta técnica e material era pouco utilizado no Brasil das primeiras décadas do século XX.
O estilo arquitetônico presente no Palácio é o Ecletismo Neoclássico e o Modernista com influência germânica.
Em 2002 foi restaurada e preservada toda a estrutura original do prédio, além de ter ganhado um anexo para a administração do museu.